# 마시타 미코토
마시타 미코토(일본어: 真下みこと, 1997년 - )는 일본의 소설가. 사이타마현 출신.
대학 2학년 가을에 단편소설을 쓰기 시작한다. 그 무렵, 소설 작법을 몰랐기 때문에, 플롯과 같은 문장으로 상에 응모했다. 그 후, 장편 소설을 쓰기 시작해 제17회 「이 미스터리가 대단하다!」대상에서 마시타 쇼린(真下処凜) 명의로 장편 소설 「투명 인간」을 응모하지만, 낙선.
2019년에 『#유리 사랑과 숨결』에서 제61회 메피스토상을 수상해 데뷔했다 . 2020년 2월 현재, 와세다대학 에 재학하고 있다.

## 작품
- #柚莉愛とかくれんぼ　- #유리 사랑과 카렌보(2020년 2월 12일, 코단샤)
- あさひは失敗しない - 아사히는 실패하지 않는다(2021년 10월 21일, 코단샤)